# David Navara
David Navara (sinh ngày 27 tháng 3 năm 1985) là một đại kiện tướng cờ vua người Séc, kỳ thủ xếp hạng cao nhất của nước này. Anh đã bảy lần vô địch quốc gia (2004, 2005, 2010, 2012, 2013, 2014 và 2015) và vô địch châu Âu môn cờ chớp năm 2014. Tháng 5 năm 2015 Navara đạt được hệ số Elo cao kỷ lục là 2751, xếp hạng số 14 trên thế giới.